# إكسير

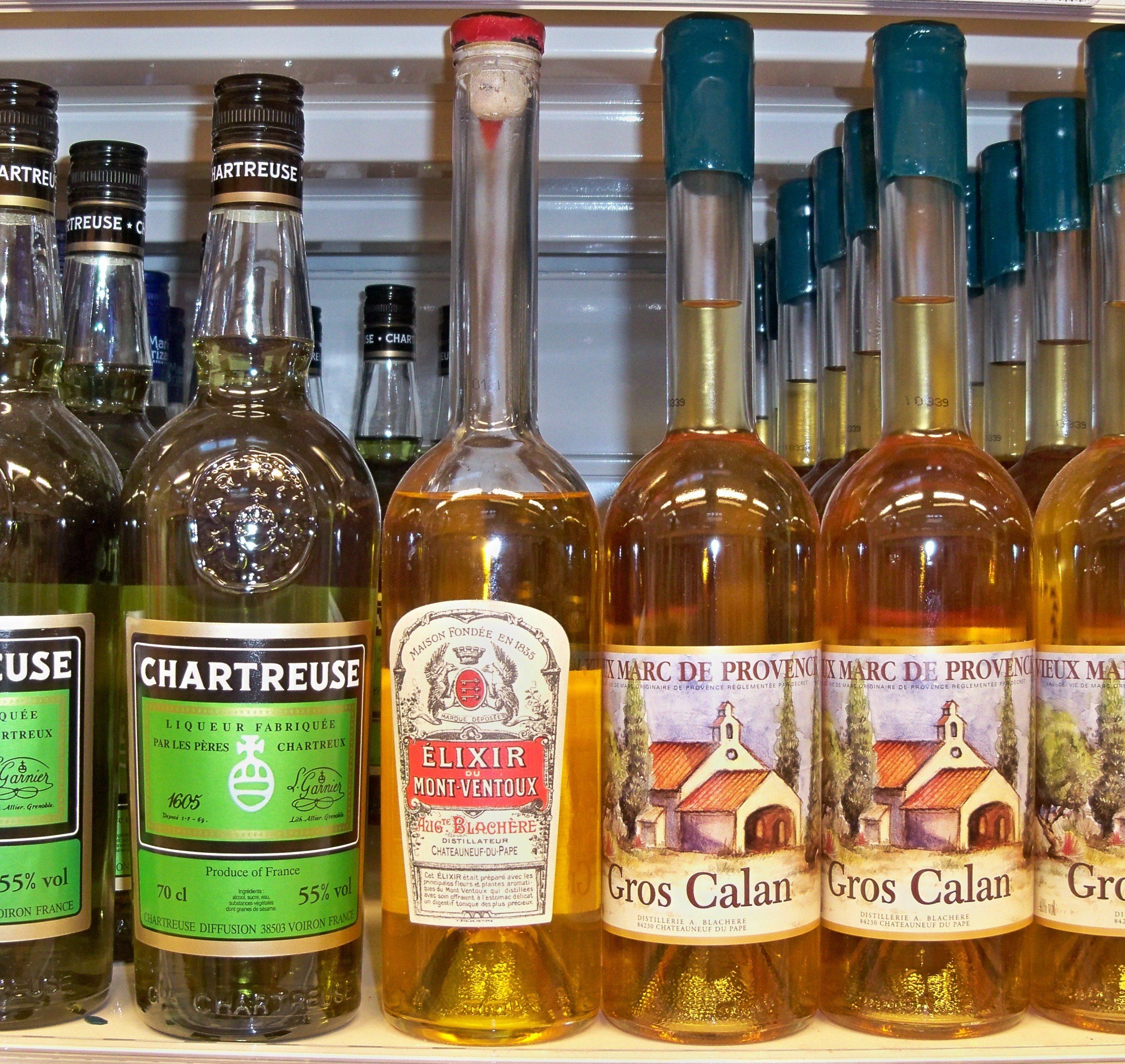

الإكسير عند القدماء مادة كان يُعتقد أنها تضاف إلى الفضة ونحوها فتحولها إلى ذهب; أما عند الصيادلة المعاصرين فهو وجود أي مستحضر كيميوي مشروب يحوي مكونات كالمورفين تذاب في محلول يحتوي الإيثانول ويُؤخذ كشراب.

## أنواع

### أكاسير غير دوائية
وتستخدم بصفتها مذيبات أو حوامل لتحضير الإكسير الطبي. يتم إذابة المواد الفعالة في محلول من 15 إلى 50% من حجم إيثيل الكحول:
- إكسير عطري (USP)
- أكاسير إيزكحولية
- أكاسير بنزألدهيد مركبة

### أكاسير دوائية
تتضمن:
- أكسير مضاد للهستامين يستخدم ضد الحساسية، مثل كلورفينيرامين (USP) أو ديفينهيدرامين هيدروكلوريك (USP)
- أكسير مهدئ ومنوم، الأول للحث على النعاس، والأخير للحث على النوم
- أكسير هيدرات الكورال للأطفال
- أكسير مقشع يستخدم لعلاج للسعال المنتج للبلغم مثل السعال مع البلغم)، تربين هيدرات.

### مشروبات فيتامينية شرق آسيوية
أصبحت «المشروبات الفيتامينية» اليومية الخالية من الكافيين غير الكحولية شائعة في شرق آسيا منذ خمسينيات القرن الماضي، مثالاً على ذلك أورونامين من أوتسوكا للأدوية. تعبأ هذه المشروبات في زجاجات مقاومة للضوء باللون البني، وتتمتع بسمعة لدى كبار السن وغيرهم من الأشخاص المهتمين بالصحة. وتوجد منتجات مشابه أيضا في كوريا الجنوبية والصين.
مشروبات الطاقة الغربية عادةً تحتوي على مادة الكافيين وتستهدف فئات صغار السن، مع ملصقات ملونة وادعاءات مطبوعة لزيادة الأداء الرياضي/اليومي.

## علماء اهتموا بدراسته
- الجلدكي
- ابن أرفع رأس